# Coirac
Coirac é uma comuna francesa na região administrativa da Nova Aquitânia, no departamento da Gironda. Estende-se por uma área de 5,86 km². Em 2010 a comuna tinha 208 habitantes (densidade: 35,5 hab./km²).